# Markus Dullin
Markus Dullin (* 1964 in Berlin) ist ein deutscher Schriftsteller.
Dullin studierte Anglistik und Wirtschaftswissenschaften. Nach einem dreijährigen Aufenthalt in Nairobi in Kenia lebt und arbeitet Markus Dullin wieder in Berlin. Er unterrichtet am Oberstufenzentrum Verkehr, Steuern und Wohnungswirtschaft.
Neben einigen Kurzgeschichten in verschiedenen Anthologien sind seit 2002 im Querverlag mehrere Romane von Dullin erschienen.
1998 wurde Dullin für den Literaturpreis der Schwulen Buchläden nominiert.
2010 und 2013 wurde er für den Agatha-Christie-Krimipreis des S. Fischer Verlages nominiert.
2019 erschien sein erster historischer Roman im Oeverbos-Verlag.

## Werke
- Schwarzlicht, Roman. Querverlag, Berlin 2002, ISBN 3-89656-080-8
- Fluchtverdacht, Roman. Querverlag, Berlin 2004, ISBN 3-89656-106-5
- Der Fremde in mir, Roman. Querverlag, Berlin 2006, ISBN 3-89656-132-4
- Tödliche Aussicht, Kriminalroman. Querverlag, Berlin 2010, ISBN 978-3-89656-181-7
- Leichen-Puzzle, Kriminalroman. Querverlag, Berlin 2012, ISBN 978-3-89656-196-1
- Mord am Wannsee, Kriminalroman. Querverlag, Berlin 2013, ISBN 978-3-89656-213-5
- Im letzten Licht der Dämmerung, Roman. Querverlag, Berlin 2015, ISBN 978-3-89656-234-0
- Dass niemand weiß, Roman. Querverlag, Berlin 2018, ISBN 978-3-89656266-1
- Wilhelm der Waliser. Das geheime Leben König Edwards II. von England. Oeverbos-Verlag, Remagen 2019, ISBN 978-3-94714113-5
- Die Mörder des Königs. Oeverbos-Verlag, Remagen 2020, ISBN 978-3-947141-36-4